# Mithrasliturgie
De Mithrasliturgie is een religieus-magische tekst uit Egypte, vroege 4e eeuw. Het soort magie is theürgie, het op magische wijze proberen te manipuleren van de goden om dichter bij het hoogst goddelijke te komen. De tekst is overgeleverd als deel van de Griekse magische papyri, meer bepaald de Koptisch- Griekstalige codex IV, regels 475 tot 834. De bewerker, een magiër, van de tekst heeft zich gebaseerd op minstens twee oudere teksten, die mogelijk uit de 2e eeuw stammen. Ook heeft hij andere bronnen benut voor het invoegen van magische spreuken. De relatief lange tekst had een praktisch en geen theoretisch doel.
Er staat in hoe de magiër via de hemelsferen zou kunnen opstijgen tot de hoogste sfeer, die van de lichtgod Mithras. Het kosmologische model dat hieraan ten grondslag ligt, is niet dat van de zeven planeetsferen, maar kent een driedeling:
1. de materiële, aardse sfeer,
2. de etherische, kosmische sfeer, en
3. de noëtische of bovenkosmische sfeer.

Dit model is vermoedelijk platonisch in oorsprong. De eerste sfeer wordt begrensd door de maan (Selene, Hecate). In de tweede sfeer ontmoet de magiër de winden en de zeven klassieke planeten (voorgesteld als goden). Die sfeer wordt begrensd door de zon (Helios). Dan krijgt de magiër toestemming om verder te reizen naar de derde sfeer, die van de noëtische zon, namelijk Mithras. De reden dat de maan niet om toestemming wordt gevraagd, zoals in andere magische teksten, is vermoedelijk omdat auteur de maan als negatief beschouwde, omdat de maan demonen en het noodlot vasthoudt op aarde. Daarom moet het magische ritueel volgens de auteur plaatsvinden wanneer de maan niet aan de hemel staat, dus voor de nieuwe maan.